# Élisa
Élisa è un film del 1995 diretto da Jean Becker.

## Trama
Marie è una giovane diciassettenne ribelle che ha vissuto un’infanzia difficile. Sua madre, Élisa, si è suicidata quando lei aveva solo tre anni, lasciandola sola e senza una vera famiglia. Cresciuta tra orfanotrofi e famiglie affidatarie, Marie è diventata una ragazza dura e disillusa, abituata a vivere ai margini della società. Passa il tempo con i suoi amici, Solange e Ahmed, compiendo piccoli furti e affrontando la vita con un atteggiamento cinico e aggressivo.
Dentro di sé, però, Marie nutre un rancore profondo per il padre, Jacques Desmoulins, un tempo un famoso paroliere e compositore musicale. Lo considera il responsabile della morte della madre, avendola abbandonata prima del suicidio. Decisa a trovarlo e a vendicarsi, fugge dal centro di accoglienza e inizia a cercarlo.
Le sue ricerche la portano fino a un’isola della Bretagna, dove Jacques vive in solitudine, lontano dal mondo e dal passato che ha cercato di dimenticare. Quando finalmente lo trova, Marie è determinata a fargliela pagare per tutto il dolore che ha vissuto. Tuttavia, l’incontro tra i due prende una piega inaspettata.
Jacques non è l’uomo che Marie immaginava. La sua vita è segnata dal rimorso e dal fallimento, e il suo rapporto con Élisa è più complesso di quanto lei credesse. Mentre il loro rapporto si sviluppa, tra scontri e momenti di comprensione, Marie inizia a mettere in discussione la sua sete di vendetta e a confrontarsi con il proprio passato.